# Reinaldo Conrad
Reinaldo Conrad (* 31. Mai 1942 in São Paulo) ist ein ehemaliger brasilianischer Segler.

## Erfolge
Reinaldo Conrad nahm fünfmal an Olympischen Spielen teil. Bei seinem Olympiadebüt 1960 in Rom belegte er im Finn-Dinghy den fünften Platz und wechselte anschließend in die Bootsklasse Flying Dutchman. In dieser gewann er 1968 in Mexiko-Stadt mit Burkhard Cordes die Bronzemedaille, als sie den dritten Platz hinter dem britischen und dem deutschen Boot belegten. Vier Jahre darauf verpassten sie in München als Vierter knapp einen weiteren Medaillengewinn. Bei den Olympischen Spielen 1976 in Montreal ging Conrad mit Peter Ficker an den Start und gewann mit diesem eine weitere Bronzemedaille. Mit Manfred Kaufmann wurde er 1980 in Moskau Achter.
Bei Weltmeisterschaften sicherte sich Conrad 1973 in Rochester im Flying Dutchman mit Burkhard Cordes die Bronzemedaille. Insgesamt vier Medaillen gewann er bei Panamerikanischen Spielen: im Snipe belegte er 1959 in Chicago mit Antonio Barros und 1963 in São Paulo mit seinem Bruder Ralph Conrad jeweils den ersten Platz, im Flying Dutchman gewann er mit Burkhard Cordes 1967 in Winnipeg die Silber- und 1975 in Mexiko-Stadt die Goldmedaille.